# Al-Ašari
Al-Ashʿarī (الأشعري; polno ime: Abū al-Ḥasan ʿAlī ibn Ismāʿīl ibn Isḥāq al-Ashʿarī), arabski muslimanski teolog, * c.  874, Basra, današnji Irak, † 936, Bagdad, Irak. Je ustanovitelj Ašarizma, ki je kasneje postala najpomembnejša teološka šola sunitskega Islama. 
Al-Ash'ari je bil znan po tem, da je zavzel vmesni položaj med dvema diametralno nasprotnima teološkima šolama, ki sta prevladovali v tistem času. Nasprotoval je Mutazilitom, ki so v teološki razpravi zagovarjali skrajno uporabo razuma in verjeli, da je bil Koran ustvarjen, v nasprotju z neustvarjenim. Al-Ash'ari je to teorijo ovrgel. "Če je bil Koran ustvarjen, to pomeni da je to znanje ustvaril Bog, potem takem, Korana prej ni poznal, kar je v nasprotju z Božjo vsemogočnostjo, saj je on vseveden, in je zato moral vedno imeti znanje o Koranu."(Al-Ash'ari). Zahiriti, Mudžasimiti in Muhaditi so prav tako nasprotovali uporabi filozofije ali kalama in so v celoti obsojali kakršno koli teološko razpravo. 
Al-Ashʿarijeva šola je sčasoma pridobila široko sprejetje v nekaterih sektah sunitskega islama. Vendar Šiiti ne sprejemajo njegovega prepričanja, saj so Al-Ash'arijeva dela vključevala zavračanje Šiizma in mutazilizma, ki je bila Šiitska doktrina.  

### Življenje
Al-Ash'ari se je rodil v Basri (današnji Irak). Bil je potomec preroka Mohamedovega spremljevalca, Abu Musa Al-Ash'ari. Kot je bila navada, se je njegovo izobraževanje začelo z dolgoletnim izpostavljanjem Koranu in izbranim izročilom preroka in njegovih tovarišev. Ko jih je obvladal, je Al-Ash'ari postal učenec al-Jubba'i-ja, vodje mutazilitske ali racionalistične šole v Basri. Sčasoma bi nasledil svojega gospodarja, če ne bi zapustil Mu'tazile in se vključil v stranko ortodoksnih tradicionalistov (ahl al-sunna). 
Muʿtazalit je ostal do svojega štiridesetega leta, ko je Al-Ash'ari v mesecu Ramadana v sanjah oz. viziji trikrat videl Mohameda. Prvič mu je Mohamed rekel, naj podpre tisto, kar je povezano z njim, to so izročila (Hadise). Al-Ash'ari je postal zaskrbljen, saj je imel številne močne dokaze, ki so bili v nasprotju s tradicijami. Po desetih dneh mu je Mohamed ponovno zapovedal, naj se drži prave tradicije. Al-Ash'ari je to vizijo imel za avtoritativno. Ker tradicionalisti niso odobravali racionalnega argumenta (kalam), se je tudi temu odrekel. V tretjem videnju (na 27. noč Ramadana) pa mu je Mohamed dejal, da mu ni treba opustiti Kalama, temveč naj podpira pravo tradicijo oz. izročila, ki jih pripoveduje sam.  Nato je Al-Ash'ari začel zagovarjati Hadis in zanje našel dokaze, za katere je trdil, da jih ni prebral v nobeni knjigi. 
Po tej izkušnji je zapustil Muʿtazalite in postal eden njihovih najbolj prepoznavnih nasprotnikov, pri čemer je uporabljal filozofske metode, ki se jih je naučil. Preostala leta svojega življenja je posvetil razvijanju svojih pogledov ter sestavljanju polemik in argumentov proti svojim nekdanjim mutazalitskim kolegom. Napisal naj bi do tristo del, ohranjenih pa naj bi ostalo le štiri do pet. 

### Prepričanja
Potem ko je zapustil šolo Muʿtazila in se pridružil tradicionalističnim teologom, je Al-Ash'ari oblikoval teologijo sunitskega islama. Pri tem mu je sledilo veliko število uglednih učenjakov, med katerimi je večina pripadala šafijski pravni šoli. Najbolj znani med njimi so bili Abul-Hassan Al-Bahili, Abu Bakr Al-Baqillani, Al-Juwayni, Al-Razi in Al-Ghazali. Tako je Al-Ash'arijeva šola postala (Ašariti), skupaj z Maturidi, glavna šola, ki odraža prepričanja Sunetov. sunitov 
Glavne točke, pri katerih je nasprotoval doktrinam Mu'tazile, so bile: 
Menil je, da ima Bog večne lastnosti, kot so znanje, vid, govor in da so mu le te omogočale vedenje, videnje, govorjenje. Mu'tazila je trdila, da bog nima lastnosti, ki bi se razlikovale od njegovega bistva. 
Mu'tazila je trdil, da morajo biti koranski izrazi, kot sta Božja roka in obraz, interpretirani kot milost in bistvo. Al-Ash'ari se strinja, da ni bilo mišljeno nič telesnega, meni pa, da so bile to resnične lastnosti, katerih natančna narava je neznana. Na podoben način je dojemal Božje sedenje na prestolu. 
V nasprotju z mnenjem Mu'tazile, da je bil Koran ustvarjen, je Al-Ash'ari trdil, da je Božji govor, večna lastnost, potemtakem neustvarjen. 
Nasprotuje tudi mnenju Mu'tazil, da Boga ni mogoče dobesedno videti, saj bi to pomenilo, da je utelešen in omejen. On trdi, da je vizija Boga v prihodnjem svetu realnost, čeprav tega ne moremo razumeti. 
V nasprotju s poudarkom Mu'tazile na realnost izbire v človeški dejavnosti, Al-Ash'ari vztraja pri Božji vsemogočnosti: o vsem, dobrem in zlim, odloča Bog. On ustvarja človeška dejanja tako, da v ljudeh ustvarja moč za vsako dejanje. 
Al-Ash'ari je je ohranil resničnost različnih eshatoloških značilnosti: Kotlina, Mosta, Ravnovesje in Mohamedovo posredovanje. Le te pa je Mu'tazila zanikala oziroma racionalno razlagala. 

### Dela
Al-Ash'ari naj bi napisal okoli 300 knjig, vendar so le redke na področju hereziografije in teologije preživele. Tri glavne med njimi so bile: 
1. Maqalat al-Islamiyyin wa Ikhtilfa al-Musallin ("Razprava zagovornikov islama in razlike med verniki"), enciklopedija odklonskih islamskih sekt. Ne obsega le poročila o islamskih sektah, temveč tudi preučitev problemov v kalamu ali sholastični teologiji ter Allahovih imen in lastnostih; Zdi se, da je bil večji del teh del zaključen pred njegovo spreobrnitvijo.
2. Al-Luma` 
  1. Al-Luma` fi al-Radd `ala Ahl al-Zaygh wa al-Bida` ("The Sparks: A Refutation of Heretics and Innovators"), tanek zvezek.
  2. Al-Luma` al-Kabir ("Glavna knjiga iskri"), uvod v Idah al-Burhan in, skupaj z Luma` al-Saghir, zadnje delo, ki ga je sestavil al-Ash`ari po Shaykh `Isa al-Humyari.
  3. Al-Luma` as-Saghir ("Majhna knjiga iskri"), uvod v al-Luma` al-Kabir.
3. Kitāb Al-Ibānah 'an Usūl al-Diyānah, čeprav več učenjakov oporeka pristnosti te knjige.

## Spletne povezave
- Abu al-Hasan Ali al-Ashari. [encyclopedia.com]. [citirano dne 13. 12. 2021]. Dostopno na https://www.encyclopedia.com/history/encyclopedias-almanacs-transcripts-and-maps/abu-al-hasan-ali-al-ashari
- Abu 'L-Hasan Al-Ash'ari. [Encyclopedia of Islam]. [citirano dne 11. 12. 2021]. Dostopno na naslovu: http://www.muslimphilosophy.com/ei2/ashari.htm